# ActionAid
 (juin 2010).
Si vous disposez d'ouvrages ou d'articles de référence ou si vous connaissez des sites web de qualité traitant du thème abordé ici, merci de compléter l'article en donnant les références utiles à sa vérifiabilité et en les liant à la section « Notes et références ».
Action Aid est une ONGI fondée en 1972. 
Elle est passée dans les années 1990 d'une approche fondée sur la réponse aux besoins fondamentaux à une démarche fondée sur l'accès aux droits. L'ONG est devenue en 2003 un réseau international présent dans une cinquantaine de pays. 
Elle travaille selon six axes :
1. droit à l'alimentation
2. droit à l'éducation
3. droit à une gouvernance juste et démocratique
4. droit à la sécurité humaine dans les situations de conflit
5. lutte contre le SIDA
6. droits des femmes.

En France, Peuples solidaires en est devenu partenaire associé en 2009.